# Meridiana Kamen Team
La Meridiana Kamen Team è una squadra ciclistica croata maschile di ciclismo su strada. Attiva dal 2010, ha licenza da UCI Continental Team, potendo quindi partecipare alle gare dei Circuiti continentali UCI.

## Storia
Il team Meridiana è stato fondato nel 2009 a Polla (Italia), su iniziativa del team manager Antonio Giallorenzo, e nel primo anno di attività è stato associato allo sponsor estone Kalev come Meridiana-Kalev Chocolate Team. L'anno seguente, grazie al supporto dell'azienda croata di costruzioni Kamen Pazin, è stata creata la Meridiana-Kamen Team.
La squadra ha avuto tra le sue file Davide Rebellin nel 2012 e nel 2019, e Patrik Sinkewitz dal 2012 al 2014.

## Cronistoria

### Annuario
| Anno | Codice | Nome                                        | Cat. | Biciclette | Dirigenza |
| ---- | ------ | ------------------------------------------- | ---- | ---------- | --- |
| 2010 | MKT    | Meridiana Kamen Team                        | CT   | Carrera    | Manager: Ivica Gržinić Dir. sportivi: Antonio Giallorenzo, Ecio Anic, Gennaro Giallorenzo, Giancarlo Mazza, Arsenio Parrella, Vinko Polončič |
| 2011 | MKT    | Meridiana Kamen Team                        | CT   | Carrera    | Manager: Ivica Gržinić Dir. sportivi: Antonio Giallorenzo, Ecio Anic, Gennaro Giallorenzo, Arsenio Parrella, Vinko Polončič                  |
| 2012 | MKT    | Meridiana Kamen Team (sospesa dal 4 luglio) | CT   | Carrera    | Manager: Ivica Gržinić Dir. sportivi: Antonio Giallorenzo, Gennaro Giallorenzo, Arsenio Parrella, Vinko Polončič                             |
| 2013 | MKT    | Meridiana Kamen Team                        | CT   | Carrera    | Manager: Ecio Anic Dir. sportivi: Antonio Giallorenzo, Gennaro Giallorenzo, Vinko Polončič, Maria Colomba Santarsiere                        |
| 2014 | MKT    | Meridiana Kamen Team                        | CT   | Guerciotti | Manager: Ivica Gržinić Dir. sportivi: Antonio Giallorenzo, Gennaro Giallorenzo, Vinko Polončič, Maria Colomba Santarsiere                    |
| 2015 | MKT    | Meridiana Kamen Team                        | CT   | Guerciotti | Manager: Ivica Gržinić Dir. sportivi: Antonio Giallorenzo, Mariano Giallorenzo, Vinko Polončič                                               |
| 2016 | MKT    | Meridiana Kamen Team                        | CT   | Guerciotti | Manager: Ivica Gržinić Dir. sportivi: Antonio Giallorenzo, Mariano Giallorenzo, Vinko Polončič, Maria Colomba Santarsiere                    |
| 2017 | MKT    | Meridiana Kamen Team                        | CT   | Guerciotti | Manager: Ivica Gržinić Dir. sportivi: Antonio Giallorenzo, Mariano Giallorenzo, Vinko Polončič                                               |
| 2018 | MKT    | Meridiana Kamen Team                        | CT   | Guerciotti | Manager: Ivica Gržinić Dir. sportivi: Antonio Giallorenzo, Mariano Giallorenzo, Vinko Polončič                                               |
| 2019 | MKT    | Meridiana Kamen Team                        | CT   | Guerciotti | Manager: Ivica Gržinić Dir. sportivi: Antonio Giallorenzo, Mariano Giallorenzo, Vinko Polončič                                               |
| 2020 | MKT    | Meridiana Kamen Team                        | CT   | Guerciotti | Manager: Ivica Gržinić Dir. sportivi: Antonio Giallorenzo, Mariano Giallorenzo, Vinko Polončič                                               |
| 2021 | MKT    | Meridiana Kamen Team                        | CT   | Guerciotti | Manager: Ivica Gržinić Dir. sportivi: Antonio Giallorenzo, Mariano Giallorenzo, Vinko Polončič                                               |
| 2022 | MKT    | Meridiana Kamen Team                        | CT   | Guerciotti | Manager: Ivica Gržinić Dir. sportivi: Antonio Giallorenzo, Ana Boneta, Mariano Giallorenzo, Vinko Polončič                                   |

### Classifiche UCI
| Anno | Class.    | Pos. | Migliore cl. individuale   |
| ---- | --------- | ---- | -------------------------- |
| 2010 | Europe T. | 66º  | Miguel Ángel Rubiano (97º) |
| 2011 | Europe T. | 108º | Alberto Di Lorenzo (963º)  |
| 2012 | Europe T. | 28º  | Davide Rebellin (27º)      |
| 2013 | Europe T. | 33º  | Patrik Sinkewitz (11º)     |
| 2014 | Europe T. | 61º  | Patrik Sinkewitz (240º)    |
| 2015 | Asia T.   | 80º  | Emanuel Kišerlovski (273º) |
| 2015 | Europe T. | 96º  | Emanuel Kišerlovski (296º) |
| 2016 | Asia T.   | 70º  | Antonio Santoro (372º)     |
| 2016 | Europe T. | 78º  | Antonio Santoro (583º)     |
| 2017 | Asia T.   | 60º  | Davide Mucelli (133º)      |
| 2017 | Europe T. | 88º  | Davide Mucelli (465º)      |

## Palmarès

### Grandi Giri
- Giro d'Italia

Partecipazioni: 0
- Tour de France

Partecipazioni: 0
- Vuelta a España

Partecipazioni: 0

### Campionati nazionali
- Campionati croati: 1

In linea: 2015 (Emanuel Kišerlovski)
Cronometro Under-23: 2015 (Bruno Maltar)

## Organico 2022
Aggiornato all'11 agosto 2022.

### Staff tecnico
|  | Naz.                | Ruolo | Sportivo            |  |  |  |
|  | ------------------- | ----- | ------------------- |  |  |  |
|  | Croazia (bandiera)  | GM    | Ivica Gržinić       |  |  |  |
|  | Italia (bandiera)   | DS    | Antonio Giallorenzo |  |  |  |
|  | Croazia (bandiera)  | DS    | Ana Boneta          |  |  |  |
|  | Italia (bandiera)   | DS    | Mariano Giallorenzo |  |  |  |
|  | Slovenia (bandiera) | DS    | Vinko Polončič      |  |  |  |

### Rosa
|  | Naz.                |  | Sportivo            | Anno |  |  |
|  | ------------------- |  | ------------------- | ---- |  |  |
|  | Croazia (bandiera)  |  | Antonio Barač       | 1997 |  |  |
|  | Italia (bandiera)   |  | Matteo Bertrand     | 1994 |  |  |
|  | Slovenia (bandiera) |  | Gregor Matija Černe | 1998 |  |  |
|  | Serbia (bandiera)   |  | Jovan Divnić        | 2002 |  |  |
|  | Croazia (bandiera)  |  | Vedad Karić         | 1988 |  |  |
|  | Serbia (bandiera)   |  | Stevan Klisurić     | 1989 |  |  |
|  | Croazia (bandiera)  |  | Filip Kvasina       | 1984 |  |  |
|  | Croazia (bandiera)  |  | Lorenzo Marenzi     | 1998 |  |  |
|  | Italia (bandiera)   |  | Matteo Rabottini    | 1987 |  |  |
|  | Croazia (bandiera)  |  | Josip Rumac         | 1994 |  |  |
|  | Croazia (bandiera)  |  | Marko Vujevic       | 1999 |  |  |